# Бібліотека сімейного читання імені Ігоря Шамо
Бібліотека сімейного читання імені Ігоря Шамо Солом'янського району м. Києва. Входить до Централізованої бібліотечної системи Солом'янського району м. Києва.

## Характеристика
Площа приміщення бібліотеки — 1000 м², книжковий фонд — 22, 5 тис. примірників. Щорічно обслуговує 6,5 тис. користувачів. Кількість відвідувань за рік — 46 тис., книговидач — 118,5 тис. примірників.

## Історія
Бібліотека створена на базі двох бібліотек Жовтневого району м. Києва: Центральної районної бібліотеки імені російського письменника Михайла Лермонтова, яка була заснована у 1934 році, та центральної районної бібліотеки імені Надії Крупської для дітей, заснованої у 1920 році.
У сучасному приміщенні бібліотека працює з 1966 року, коли було споруджено 9-поверховий будинок, на першому поверсі якого розміщено бібліотеку.
Як центральній районній, 1987 року їй було підпорядковано 5 бібліотек для дорослих, а з 1987 року – і 3 бібліотеки для дітей. 
На підставі Розпорядження № 198 від 15.11.2001 року Солом'янської районної в місті Києві державної адміністрації створена нова централізована бібліотечна система району - Солом'янська централізована бібліотечна система, до складу якої увійшла бібліотека сімейного читання імені М. Ю. Лермонтова та ще 6 публічних бібліотек колишнього Жовтневого району м. Києва.
9 листопада 2023 року Київрада перейменувала бібліотеку на честь українського композитора Ігоря Шамо, автора музики гімну Києва. Причиною перейменування була кампанія деколонізації, що активізувалася після початку широкомасштабного воєнного вторгнення Росії в Україну.